# Jamides
Jamides is een geslacht van vlinders uit de familie Lycaenidae, de kleine pages, vuurvlinders en blauwtjes.

## Soorten
- Jamides abdul (Distant, 1886)
- Jamides aetherialis (Butler, 1884)
- Jamides alecto (Felder, 1860)
- Jamides alenas (C. & R. Felder, 1865)
- Jamides aleuas (C. & R. Felder, [1865])
- Jamides allectus (Grose-Smith, 1894)
- Jamides alocina Swinhoe, 1915
- Jamides alsietus (Fruhstorfer, 1916)
- Jamides amarauge Druce, 1891
- Jamides anops (Doherty, 1891)
- Jamides aratus (Stoll, 1782)
- Jamides areas (Druce, 1891)
- Jamides aruensis Pagenstecher, 1884
- Jamides batjanensis (Röber, 1886)
- Jamides biru (Ribbe, 1926)
- Jamides bochus Stoll, 1782
- Jamides boswelliana (Distant, 1885)
- Jamides butleri (Rothschild, 1915)
- Jamides caerulea (Druce, 1873)
- Jamides callistus (Röber, 1886)
- Jamides campanulata Butler, 1884
- Jamides candrena (Herrich-Schäffer, 1869)
- Jamides carissima (Butler, 1875)
- Jamides carola Grose-Smith, 1900
- Jamides celebica (Eliot, 1969)
- Jamides celeno (Cramer, 1775)
- Jamides cephion Druce, 1891
- Jamides cleodus (C. & R. Felder, [1865])
- Jamides coritus (Guérin-Méneville, 1829)
- Jamides coruscans (Moore, 1877)
- Jamides cunilda (Snellen, 1896)
- Jamides cyta (Boisduval, 1832)
- Jamides elioti Hirowatari & Cassidy, 1994
- Jamides elpis (Godart, [1824])
- Jamides epilectus (Grose-Smith, 1897)
- Jamides euchylas (Hübner, 1816)
- Jamides ferrari Evans, 1932
- Jamides festivus (Röber, 1886)
- Jamides fractilinea Tite, 1960
- Jamides gamblea Swinhoe, 1916
- Jamides goodenovii  (Butler, 1876)
- Jamides grata Grose-Smith, 1895
- Jamides halus Takanami, 1994
- Jamides kankena (Felder, 1862)
- Jamides kava Druce, 1892
- Jamides lacteata (de Nicéville, 1895)
- Jamides latimargus (Snellen, 1878)
- Jamides limes (Druce, 1895)
- Jamides lobelia Butler, 1884
- Jamides lucide de Nicéville, 1894
- Jamides lugine (Druce, 1895)
- Jamides malaccanus (Röber, 1886)
- Jamides morphoides Butler, 1884
- Jamides nemophila (Butler, 1876)
- Jamides nitens (Joicey & Talbot, 1916)
- Jamides parasaturata (Fruhstorfer, 1916)
- Jamides petunia Druce, 1887
- Jamides phaseli (Mathew, 1889)
- Jamides philatus (Snellen, 1878)
- Jamides porphyris Holland, 1900
- Jamides pseudosias (Rothschild, 1915)
- Jamides pulcherrima Butler, 1884
- Jamides pulchrior Grose-Smith, 1895
- Jamides puloensis Tite, 1960
- Jamides pura (Moore, 1886)
- Jamides purpurata Grose-Smith, 1894
- Jamides reverdini (Fruhstorfer, 1915)
- Jamides sabatus (Fruhstorfer, 1916)
- Jamides saturata (Snellen, 1892)
- Jamides schatzi (Röber, 1886)
- Jamides seminiger Grose-Smith, 1895
- Jamides snelleni (Röber, 1886)
- Jamides soemias Druce, 1891
- Jamides suidas (C. & R. Felder, [1865])
- Jamides talinga (Kheil, 1884)
- Jamides tamborana Grose-Smith, 1900
- Jamides timon Grose-Smith, 1895
- Jamides tsukadai Takanami, 1994
- Jamides uniformis Rothschild, 1915
- Jamides vasilia Müller, 2016
- Jamides virgulatus (Druce, 1895)
- Jamides walkeri Druce, 1892
- Jamides woodfordii Butler, 1884
- Jamides yehi Eliot, 1995
- Jamides zebra (Druce, 1895)